# Смородина уссурийская
Сморо́дина уссури́йская (лат. Ribes ussuriense)  — кустарник, вид растений рода Смородина (Ribes) семейства Крыжовниковые (Grossulariaceae).
Названия на других языках: англ. Korean Blackcurrant — корейская чёрная смородина.

## Ареал
Растёт в Корее и Китае, а также в Приморье (Россия).

## Ботаническое описание
Листопадный кустарник до 1 м высотой, ветвистый, даёт обильную поросль. Молодые побеги золотисто-жёлтого цвета, опушённые, с не пигментированными почками.
Листья ярко-зелёные, длиной до 8 см, шириной до 10 см, плотные, пятилопастные, лопасти острые, треугольные, основание сердцевидное. Листовая пластинка сверху голая (у молодых листьев — рассеянно-волосистая), снизу опушённая по жилкам, край острозубчатый.
Соцветия — короткие (до 2,5 см длиной) кисти с пятью—девятью желтоватыми цветками диаметром около 6 мм. Чашелистики продолговатые, отогнуты наружу. Ось соцветия и цветки с густым беловойлочным опушением.
Плоды — мелкие блестящие чёрные ягоды, быстро опадают.

## Охранный статус
Вид с неопределённым статусом. Была занесена в Красные книги России и Приморского края.  Факторы вымирания не изучены. С 01.06.2005г исключена из Красной книги Российской Федерации.